# Bình Thắng, Bình Đại
Bình Thắng là một xã thuộc huyện Bình Đại, tỉnh Bến Tre, Việt Nam.

## Địa lý
Xã Bình Thắng có diện tích 18,66 km², dân số năm 2015 là 16482 người, mật độ dân số đạt 883 người/km².
Bình Thắng là một trong 3 xã ven biển của huyện Bình Đại, có địa hình khá phức tạp về an ninh trật tự, nhất là an ninh biên giới biển nên được Huyện ủy Bình Đại chọn để xây dựng xã vững mạnh toàn diện trong khu vực phòng thủ của huyện.

## Lịch sử
Ngày 3 tháng 4 năm 1979, Hội đồng Chính phủ ban hành Quyết định số 141-CP về việc thành lập xã Bình Thắng trên cơ sở một phần của thị trấn Bình Đại.

## Kinh tế
Bình Thắng là xã ven biển có nghề đánh bắt hải sản từ lâu đời của huyện Bình Đại và được xem là nghề truyền thống, ngư dân Bình Thắng rất thông thạo về biển, sóng gió, giỏi tay nghề và có nhiều kinh nghiệm trong khai thác.
Bình Thắng còn có trên 200 ha nuôi tôm thâm canh và bán thâm canh, góp phần tăng thu nhập cho người dân.

## Văn hóa

### Lễ hội nghinh Ông
Nghề đánh bắt hải sản ở Bình Thắng có tục thờ cá voi (hay Ông Nam Hải, Nam Hải Tướng quân, và đơn giản nhất là Ông để tỏ thái độ thành kính), xây lăng Ông Nam Hải để thờ cá Ông. Ngày cúng cá Ông tất cả gia đình nghề biển đều tham gia.
Hiện nay, trong lăng Ông Bình Thắng có 2 bộ xương cá ông (hay cốt cá ông). Bộ cốt đầu tiên đặt trên ban thờ chính, nằm trong khung kính, do ngư dân phát hiện vào khoảng năm 1956 - 1957. Ngoài ra, bộ cốt thứ hai tương đối khá lớn, đặt ở hương án ngoài thuộc gian giữa chính điện và có xuất xứ: "Chi hội nghề cá lâm sản Bến Tre gặp cá ông lụy ở Biển Đông ngày 4 tháng 4 năm Tân Tị 2001, trục vớt lên tàu đưa về lăng ông Nam Hải Bình Thắng, ngày 18 tháng 4 năm Tân Tị. Phụng cúng".
Theo giải thích của người đại diện Ban Khánh tiết, người gặp được ông lụy sẽ là người chịu tang và làm theo đúng nghi thức truyền thống. Hài cốt cá ông khi mang về lăng được cúng bái. Sau thời gian phân hủy xác, người ta lau sạch phần xương rồi rửa bằng phooc-mon và làm nghi thức nhập lăng thật trang trọng. Thịt cá ông trong thời gian phân hủy có mùi hơi khét, không hề hôi. Do đó, trong đời sống hiện tại, cá ông được ngư dân Bình Thắng tôn thờ và tin tưởng, phản ánh sự may rủi của con người trước biển cả bao la và cầu mong có nhiều tôm cá, giàu có và bình an.